# Hesse
Hesse – miejscowość i gmina we Francji, w regionie Grand Est, w departamencie Mozela.
Według danych na rok 1990 gminę zamieszkiwało 566 osób, a gęstość zaludnienia wynosiła 44 osoby/km² (wśród 2335 gmin Lotaryngii Hesse plasuje się na 550. miejscu pod względem liczby ludności, natomiast pod względem powierzchni na miejscu 430.).